# 造纸街道
造纸街道，是原中华人民共和国黑龙江省佳木斯市东风区下辖的一个乡镇级行政单位。佳政函【2016】29号文件将造纸街道撤销，各社区由东风区直辖。

## 行政区划
原造纸街道下辖以下地区：
群楼社区、育宾社区、警安社区、水源社区、铁厂社区、南兴社区和高新社区。